# كيس بوغي

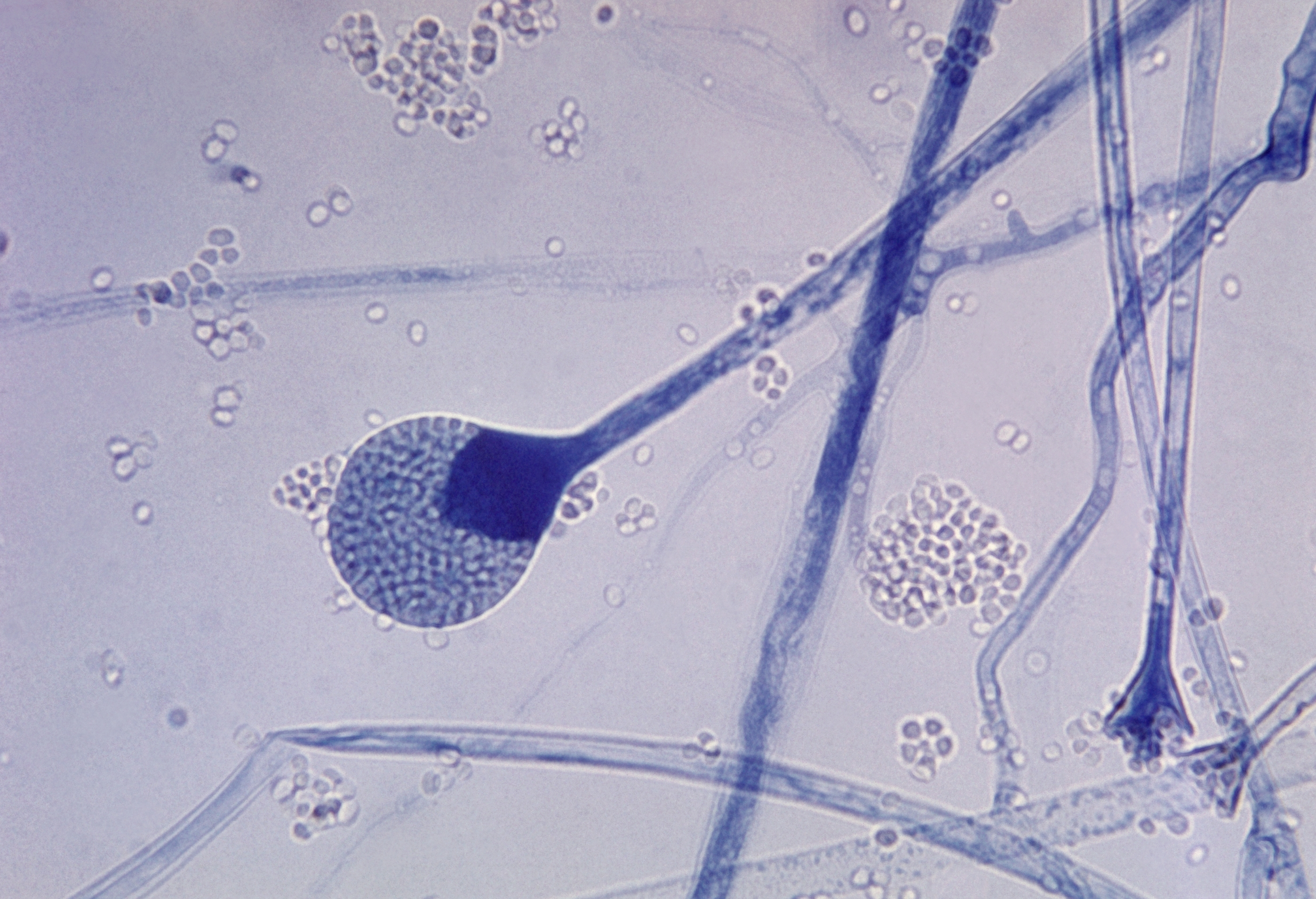
كيس بوغي ناضج في إحدى أنواع العبسية.

الكيس البوغي أو الحافظة البوغية أو المَبَاغ (بالإنجليزية: Sporangium)‏، هو عضو تكاثر منتج للأبواغ في النباتات الوعائية اللا بذرية، ويوجد في قمة الساق أو نهاية الأفرع، وجمعه مَبَاغات (بالإنجليزية: sporangia)‏. ويمكن أن يكون وحيد الخلية أو متعدد الخلايا. تشكل الفطريات والنباتات والعديد من الأصناف الأخرى أبواغاً في مرحلة ما من مراحل حياتها.